# Домбрувка-Наґурна
Домбрувка-Наґурна (пол. Dąbrówka Nagórna) — село в Польщі, у гміні Закшев Радомського повіту Мазовецького воєводства.
Населення — 353 особи (2011).

## Демографія
Демографічна структура станом на 31 березня 2011 року:
|          | Загалом | Допрацездатний вік | Працездатний вік | Постпрацездатний вік |
| -------- | ------- | ------------------ | ---------------- | -------------------- |
| Чоловіки | 173     | 50                 | 107              | 16                   |
| Жінки    | 180     | 50                 | 101              | 29                   |
| Разом    | 353     | 100                | 208              | 45                   |